# Liste des Commonwealth Heritage im Australian Capital Territory
Die Liste des Commonwealth Heritage listet alle Objekte im Australian Capital Territory auf, die in die Commonwealth Heritage List aufgenommen wurden. Grundlage der Liste ist der Environment Protection and Biodiversity Conservation Act aus dem Jahr 1999. Bis November 2004 wurden in dem Territorium 52 Stätten in die Liste aufgenommen.
- Acton Conservation Area, Acton
- Acton Peninsula Limestone Outcrops, Acton
- Australian National Botanic Gardens, Acton
- Blowfly Insectary Number 1 & 2, Acton
- CSIRO Main Entomology Building, Acton
- Drill Hall Gallery, Acton
- Institute of Anatomy (National Film and Sound Archive, ScreenSound Australia), Acton
- Lennox House Complex, Acton
- Phytotron, Acton
- Toad Hall, ANU, Acton
- University House und Garten, Acton
- Ehemaliges Patent Office, Barton
- York Park North Tree Plantation, Barton
- Cameron Offices (Flügel 3, 4 und 5 und Brücke), Belconnen
- Australian War Memorial, Campbell
- Changi Chapel, Campbell
- Duntroon House und Garten, Campbell
- RMC Duntroon Conversation Area, Campbell
- Canberra School of Music, Canberra
- Reserve Bank of Australia,  London Circuit, Canberra
- Ruinen des Cape St George Lighthouse und Curtilage
- Commencement Column Monument, Capital Hill
- The Lodge, Deakin
- Gunghalin Complex, Gunghalin
- Royal Australian Naval Transmitting Station, Lawson
- Synemon Plana Moth Habitat, Lawson
- Mount-Stromlo-Observatorium, Mount Stromlo
- National Carillon, Parkes
- Communications Centre, John Gorton Building, Parkes
- East Block Government Offices, Parkes
- High Court of Australia, Parkes
- High Court-National Gallery Precinct, Parkes
- John Gorton Building, Parkes
- King George V Memorial, Parkes
- National Gallery of Australia, Parkes
- National Library of Australia und Einfriedung, Parkes
- National Rose Garden, Parkes
- Old Parliament House und Curtilage, Parkes
- Old Parliament House Gardens, Parkes
- Parliament House Vista, Parkes
- Sculpture Garden, National Gallery of Australia, Parkes
- West Block and the Dugout, Parkes
- Redwood Plantation, Pialligo
- Three Wartime Bomb Dump Buildings, Pialligo
- Apostolic Nunciature, Red Hill
- Russell Precinct Heritage Area, Russell
- The Surveyors Hut, State Circle
- Casey House und Garten, Yarralumla
- CSIRO Forestry Precinct, Yarralumla
- Ehemalige Australian Forestry School, Yarralumla
- Westridge House und Außenanlagen, Yarralumla
- Yarralumla und Einfriedung, Yarralumla